# 米洛什·韋利科維奇
米洛什·韋利科維奇（發音：[mǐloʃ ʋěːʎkoʋitɕ]；1995年9月26日—）是一位塞爾維亞足球運動員。在場上的位置是後衛。現效力於塞爾維亞足球超級聯賽球隊贝尔格莱德红星。他也代表塞爾維亞各級國青隊參賽。

## 外部連結
- 足球数据库：Miloš Veljković的球员统计数据
- Soccerway資料庫：Miloš Veljković
- Tottenham Hotspur profile